# 孙科 (1965年)
孙科（1965年2月—），男，汉族，陕西凤翔人，中华人民共和国政治人物。现任陕西省政协副主席，中共陕西省委科技工委书记，陕西省科技厅厅长。